# 舍利输迦
舍利输迦，古印度孔雀王朝第六任君主（前215年-前202年在位），于前215年继承三钵罗底成为国王。据传舍利输迦偏袒耆那教，是一个暴君。前202年，王位传给提婆伐摩。
| 前任： 三钵罗底 | 孔雀帝国国王 约前215年~前204年 | 繼任： 提婆伐摩 |